# 空气簇射
空气簇射（英語：Air shower），是指宇宙射线进入大气层，与大气中的分子多次碰撞，相互作用后，产生许多游离的粒子和电磁辐射；在许多公里范围内出现彩色的射束；这种现象称为空气簇射。
这是天文学家布鲁诺·罗西于1930年末观察宇宙射线时发现的。
空气簇射中包含各种粒子，如：质子、核、电子、光子、正电子等，以及电磁辐射。它们冲击空气中的分子，产生许多带能量的不稳定正子，衰变成其它的粒子和电磁辐射。
它们是空气簇射中的部分成份。宇宙射线和空气分子碰撞后，主要产生介子；也有K介子。它们是不稳定的，不久就衰变为其它粒子。其中的中性介子衰变为光子；光子和空气相互作用而产生电磁波和更多的光子和正子；这就是空气簇射彩色光的成因。
天体物理学者計劃测量广泛空气簇射的深度、二次发射粒子的数目、入射粒子的质量和能量的关系，来得到超高宇宙射线成分的知识。
皮耶·歐傑测量了从超高能宇宙射线而来的广泛空气簇射数据，得出能量在{\displaystyle 10^{19}}eV范围的宇宙射线的平均质量是渐渐增大的。